# Garden City, Georgia
Garden City är en stad (city) i Chatham County, i delstaten Georgia, USA. Enligt United States Census Bureau har staden en folkmängd på 9 001 invånare (2011) och en landarea på 35,5 km².